# François de La Boullaye Le Gouz

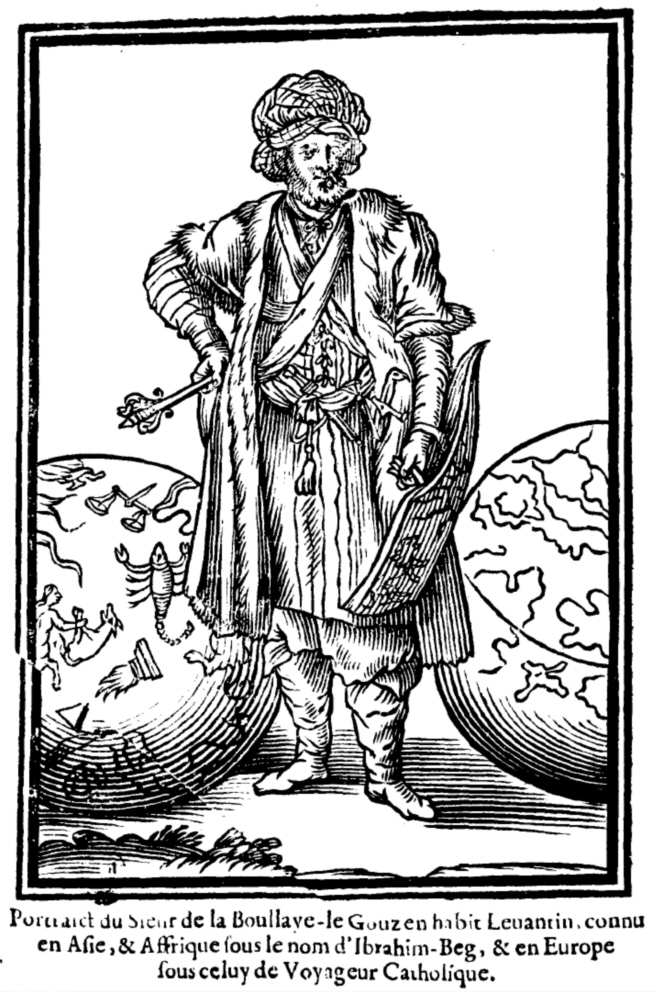
François de La Boullaye Le Gouz

François de La Boullaye Le Gouz (* 1610 in Baugé, Anjou; † 1668 oder 1669 in Isfahan) war ein französischer Aristokrat und Weltreisender.
François de La Boullaye Le Gouz verfasste und veröffentlichte die französischsprachige Reisebeschreibung Les voyages et observations du sieur de La Boullaye Le Gouz, in der er seine Reisen in Indien, Persien, Griechenland, Ägypten, dem Nahen Osten und anderen Weltgegenden – darunter Dänemark, Deutschland, die Niederlande, England, Irland und Italien – darstellte. Les voyages et observations gilt als eines der frühesten Beispiele für Reiseliteratur, das praktisch anwendbare Informationen für tatsächliche Reisende vermittelt.